# Siete Picos
De Siete Picos, ofwel Zeven Pieken, is een massief in de Sierra de Guadarrama, een deel van het Castiliaans Scheidingsgebergte in Spanje. Het massief heeft een maximale hoogte van 2138 meter en ligt tussen de autonome gemeenschap Madrid en de provincie Segovia.
De Siete Picos vormen een bergmassief tussen de Puerto de la Fuenfría (1796 m) en de Puerto de Navacerrada (1869 m). Het massief is vernoemd naar de zeven afzonderlijke toppen, die een herkenbaar deel vormen in het centrum van de Sierra de Guadarrama. Een groot deel van de middeleeuwen werd de Sierra de Guadarrama de "Sierra del Dragón" genoemd, ofwel gebergte van de draak, naar dit karakteristieke deel van het gebergte. De meest oostelijk top, ook wel Somontano genoemd, is met een hoogte van 2138 m tevens de hoogste van de zeven en is eenvoudig te bereiken vanaf de Puerto de Navacerrada.

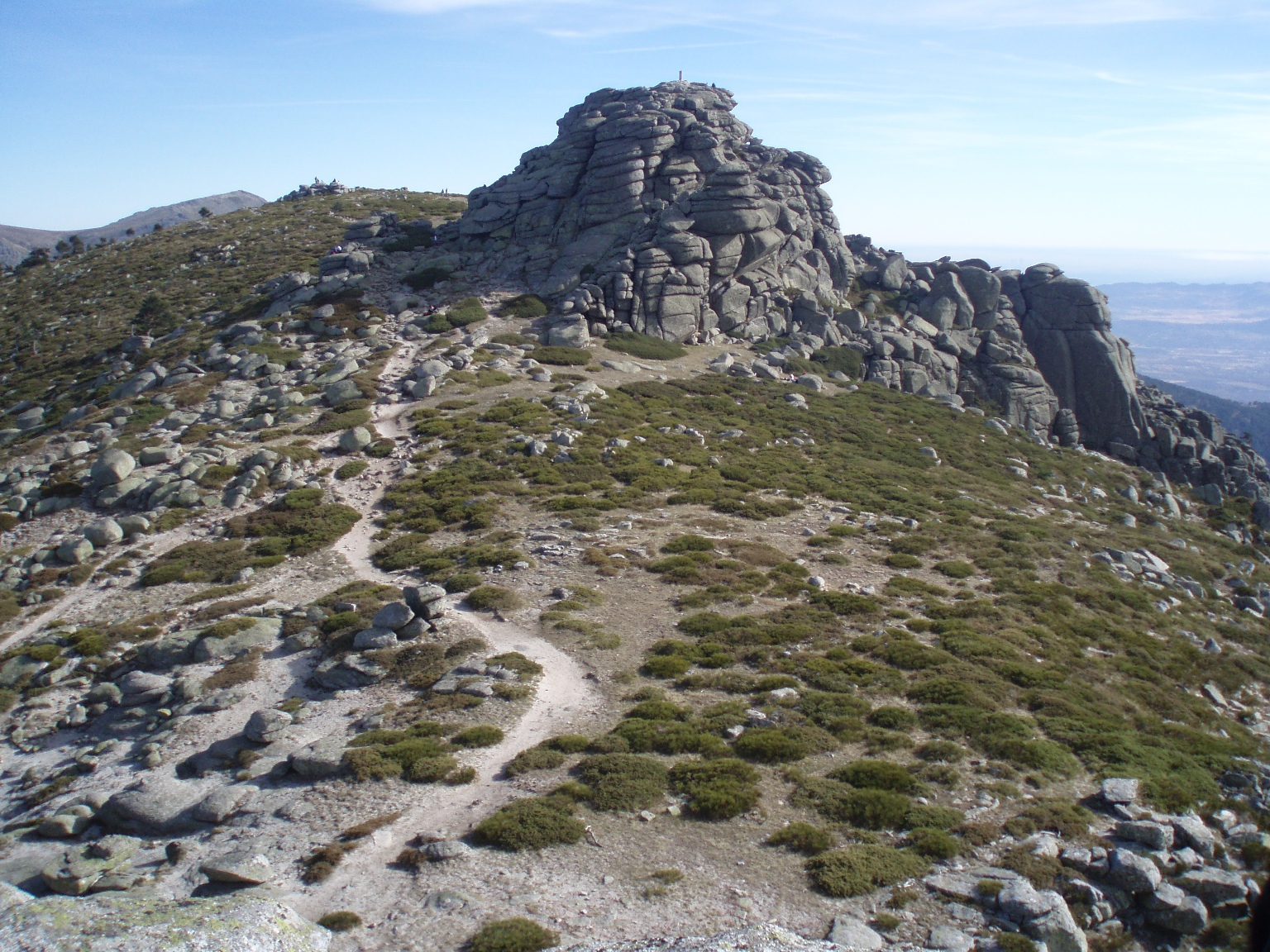
De hoogste en meest oostelijke top